# Volleyball-Superliga (Männer)
Die Volleyball-Superliga der Männer (russisch Мужская суперлига Muschskaja Superliga) ist die höchste Spielklasse im russischen Volleyball. In diesem Wettbewerb wird seit 1992 der Meister ermittelt.

## Geschichte
1992 wurde erstmals eine russische Volleyballmeisterschaft ausgetragen. Dabei trafen sieben Mannschaften bei einem Turnier über acht Tage aufeinander. Zuvor war in der Saison 1991/92 die Volleyballmeisterschaft der GUS ausgetragen worden. Erster russischer Meister wurde Awtomobilist Sankt Petersburg.
Ab der Saison 1992/93 wurde die russische Meisterschaft als reguläre Liga unter dem Namen Wysschaja Liga ausgespielt. 1995 wurde mit der Superliga eine neue höchste Spielklasse eingeführt und die Wysschaja Liga zur zweiten Spielklasse herabgestuft. Zwischen 1997 und 1999 hieß die höchste Spielklasse Superliga A.

## Teilnehmer 2020/21
| Fakel Nowy Urengoi |

| Nowosibirsk |

| Kemerowo |

| Surgut |

| Krasnojarsk |

| Nischnewartowsk |

| Fakel Nowy Urengoi |

| Nowosibirsk |

| Kemerowo |

| Surgut |

| Krasnojarsk |

| Nischnewartowsk |

| VK Zenit-Kasan |

| Dynamo Moskau |

| Zenit S. Petersburg |

| VK Belogorje |

| Ural Ufa |

| ASK Nischni Nowgorod |

| Dynamo-LO |

| Neftjanik Orenburg |

Die folgenden Teams nehmen an der Saison 2020/21 teil:
| Team                      | Standort         | Spielstätte                        | Kapazität |
| ------------------------- | ---------------- | ---------------------------------- | --------- |
| VK Zenit-Kasan            | Kasan            | Volleyball-Center Sankt Petersburg | 5000      |
| VK Zenit Sankt Petersburg | Sankt Petersburg | Sibur Arena                        | 7120      |
| VK Dynamo Moskau          | Moskau           | Dynamo Volleyball Arena            | 3500      |
| VK Kusbass Kemerowo       | Kemerowo         | Sportkomplex Arena                 | 2000      |
| VK Lokomotive Nowosibirsk | Novosibirsk      | Lokomotive-Arena                   | 5000      |
| Fakel Nowy Urengoi        | Nowy Urengoi     | Sportpalast Swjosdny               | 3000      |
| Ural Ufa                  | Ufa              | SDK Dynamo                         | 1500      |
| VK Belogorje              | Belgorod         | Sportpalast Kosmos                 | 5000      |
| VK Dynamo-LO              | Sosnowy Bor      | Volleyball-Center Sosnowy Bor      | 2500      |
| VK Jenissei Krasnojarsk   | Krasnojarsk      | Iwan Jarygin Sportpalast           | 3300      |
| Gasprom-Jugra Surgut      | Surgut           | Premier Arena                      | 6080      |
| ASK Nischni Nowgorod      | Nischni Nowgorod | FOS Saretschje                     | 1500      |
| VK Neftjanik Orenburg     | Orenburg         | Sportkomplex Olimpijski            | 1500      |
| VK Jugra Nischnewartowsk  | Nischnewartowsk  | Sal meschdunarodnych wstretsch     | 1000      |

## Meistertafel
| Jahr | Gold                             | Silber                        | Bronze                           |
| ---- | -------------------------------- | ----------------------------- | -------------------------------- |
| 1992 | VK Awtomobilist Sankt Petersburg | MGTU Moskau                   | Dynamo Oblast Moskau             |
| 1993 | VK Awtomobilist Sankt Petersburg | ZSKA Moskau                   | Dynamo Oblast Moskau             |
| 1994 | ZSKA Moskau                      | Iskra Odinzowo                | Samotlor Nischnewartowsk         |
| 1995 | ZSKA Moskau                      | Lokomotive Belgorod           | VK Awtomobilist Sankt Petersburg |
| 1996 | ZSKA Moskau                      | Belogorje Belgorod            | Samotlor Nischnewartowsk         |
| 1997 | Belogorje-Dynamo Belgorod        | UEM-Isumrud Jekaterinburg     | ZSKA Moskau                      |
| 1998 | Belogorje-Dynamo Belgorod        | UEM-Isumrud Jekaterinburg     | ZSKA Moskau                      |
| 1999 | UEM-Isumrud Jekaterinburg        | Belogorje-Dynamo Belgorod     | Iskra-RVSN Odinzowo              |
| 2000 | Belogorje-Dynamo Belgorod        | UEM-Isumrud Jekaterinburg     | Iskra-RVSN Odinzowo              |
| 2001 | MGTU Luschniki Moskau            | UEM-Isumrud Jekaterinburg     | Iskra-RVSN Odinzowo              |
| 2002 | Lokomotive-Belogorje Belgorod    | MGTU Luschniki Moskau         | Dynamo MGFSO Olymp Moskau        |
| 2003 | Lokomotive-Belogorje Belgorod    | Iskra Odinzowo                | UEM-Isumrud Jekaterinburg        |
| 2004 | Lokomotive-Belogorje Belgorod    | Dynamo Moskau                 | Dynamo Kasan                     |
| 2005 | Lokomotive-Belogorje Belgorod    | Dynamo Moskau                 | Dynamo TatTransGaz Kasan         |
| 2006 | Dynamo Moskau                    | Lokomotive-Belogorje Belgorod | Iskra Odinzowo                   |
| 2007 | Dynamo TatTransGaz Kasan         | Dynamo Moskau                 | Iskra Odinzowo                   |
| 2008 | Dynamo Moskau                    | Iskra Odinzowo                | Dynamo TatTransGaz Kasan         |
| 2009 | VK Zenit-Kasan                   | Iskra Odinzowo                | Fakel Nowy Urengoi               |
| 2010 | VK Zenit-Kasan                   | Lokomotive-Belogorje Belgorod | Dynamo Moskau                    |
| 2011 | VK Zenit-Kasan                   | Dynamo Moskau                 | Lokomotive-Belogorje Belgorod    |
| 2012 | VK Zenit-Kasan                   | Dynamo Moskau                 | Iskra Odinzowo                   |
| 2013 | Belogorje Belgorod               | Ural Ufa                      | VK Zenit-Kasan                   |
| 2014 | VK Zenit-Kasan                   | VK Lokomotive Nowosibirsk     | Belogorje Belgorod               |
| 2015 | VK Zenit-Kasan                   | Belogorje Belgorod            | Dynamo Moskau                    |
| 2016 | VK Zenit-Kasan                   | Dynamo Moskau                 | Belogorje Belgorod               |
| 2017 | VK Zenit-Kasan                   | Dynamo Moskau                 | VK Lokomotive Nowosibirsk        |
| 2018 | VK Zenit-Kasan                   | VK Zenit Sankt Petersburg     | Dynamo Moskau                    |
| 2019 | VK Kusbass Kemerowo              | VK Zenit-Kasan                | Fakel Nowy Urengoi               |
| 2020 | VK Lokomotive Nowosibirsk        | VK Zenit-Kasan                | VK Kusbass Kemerowo              |
| 2021 | Dynamo Moskau                    | Zenit Sankt Petersburg        | VK Lokomotive Nowosibirsk        |